# Stephanie Böhm
Stephanie Böhm (* 31. Mai 1958 in Mannheim) ist eine deutsche Klassische Archäologin.

Stephanie Böhm studierte an den Universitäten Heidelberg und Bonn Klassische Archäologie, Vor- und Frühgeschichte und Alte Geschichte. Im Jahr 1986 wurde sie mit der Arbeit Die „Nackte Göttin“. Zur Ikonographie und Deutung unbekleideter weiblicher Figuren in der frühgriechischen Kunst bei Jörg Schäfer in Heidelberg promoviert. Für das Jahr 1986/87 erhielt sie das Reisestipendium des Deutschen Archäologischen Instituts. Von 1988 bis 1995 war sie an der Universität Bonn als Wissenschaftliche Assistentin bzw. Oberassistentin tätig. In Bonn erfolgte 1994 ihre Habilitation mit der Arbeit Die Münzen der römischen Republik und ihre Bildquellen. Von 1995 bis zu ihrem Ruhestand 2024 lehrte sie als Professorin für Klassische Archäologie (C 3) an der Universität Würzburg.
Böhm ist seit 1995 korrespondierendes Mitglied des Deutschen Archäologischen Instituts. Ihre Forschungsschwerpunkte sind die griechische und römische Kunst- und Kulturgeschichte, die frühgriechische Kultur und ihre Beziehung zum Orient und die eklektischen Denkmäler der römischen Republik und Kaiserzeit.

## Schriften
- Die „Nackte Göttin“. Zur Ikonographie und Deutung unbekleideter weiblicher Figuren in der frühgriechischen Kunst. Zabern, Mainz 1990, ISBN 3-8053-1085-4 (zugleich: Universität Heidelberg, Dissertation 1986).
- Die Münzen der Römischen Republik und ihre Bildquellen. Zabern, Mainz 1997, ISBN 3-8053-1971-1 (teilweise zugleich: Universität Bonn, Habilitationsschrift 1994).
- Klassizistische Weihreliefs. Zur römischen Rezeption griechischer Votivbilder (= Palilia. Bd. 13). Reichert, Wiesbaden 2004, ISBN 3-89500-383-2.
- Dädalische Kunst Siziliens. Ergon, Würzburg 2007, ISBN 3-89913-594-6.
- Korinthische Figurenvasen. Düfte, Gaben und Symbole. Schnell + Steiner, Regensburg 2014, ISBN 978-3-7954-2870-9.
- Sphingen und Sirenen im archaischen Griechenland. Symbole der Ambivalenz in Bildszenen und Tierfriesen. Schnell + Steiner, Regensburg 2020, ISBN 978-3-7954-3510-3.
- Tiersymbolik im archaischen Griechenland. Analogie und Ambivalenz im Bild . Schnell + Steiner, Regensburg 2024, ISBN 978-3-7954-3903-3.